# Цейлон на літніх Олімпійських іграх 1948
Цейлон на літніх Олімпійських іграх 1948 року в Лондоні (Велика Британія) представляли 7 спортсменів (усі чоловіки), які брали участь у двох видах спорту — легкій атлетиці та боксі. Цейлонські атлети завоювали одну срібну медаль у бігу на 400 метрів з бар'єрами.

## Медалісти
| Медалі за видом спорту | Медалі за видом спорту | Медалі за видом спорту | Медалі за видом спорту | Медалі за видом спорту |
| ---------------------- | ---------------------- | ---------------------- | ---------------------- | ---------------------- |
| Вид                    | 1                      | 2                      | 3                      | Всього                 |
| Легка атлетика         | 0                      | 1                      | 0                      | 1                      |
| Всього                 | 0                      | 1                      | 0                      | 1                      |

| Медаль | Спортсмен   | Вид спорту     | Дисципліна                  |
| ------ | ----------- | -------------- | --------------------------- |
| Срібло | Данкан Вайт | Легка атлетика | 400 м з бар'єрами, чоловіки |

## Бокс
| Категорія | Спортсмен        | 1/32                          | 1/16                            | Чвертьфінал                          | Півфінал           | Фінал              | Місце |
| Категорія | Спортсмен        | Суперник Результат            | Суперник Результат              | Суперник Результат                   | Суперник Результат | Суперник Результат | Місце |
| --------- | ---------------- | ----------------------------- | ------------------------------- | ------------------------------------ | ------------------ | ------------------ | ----- |
| до 51 кг  | Леслі Гандундж   | Гільєрмо Портейро (URU) W 1:0 | Спартако Бандінеллі (ITA) L 0:3 | завершив змагання                    | завершив змагання  | завершив змагання  | 9     |
| до 54 кг  | Альберт Перера   | Bye                           | Гарді Сау (BIR) W 2:1           | Хуан Євангеліста Венегас (PUR) L 0:2 | завершив змагання  | завершив змагання  | 5     |
| до 62 кг  | Едді Грей        | Алоїс Петжина (TCH) W 1:1     | Едді Гаддад (CAN) L 0:2         | завершив змагання                    | завершив змагання  | завершив змагання  | 9     |
| до 67 кг  | Алекс Обейсекере | Анвар Паша Туркі (PAK) W 1:0  | Зигмунт Хихла (POL) L 0:2       | завершив змагання                    | завершив змагання  | завершив змагання  | 9     |

## Легка атлетика
Трекові та шосейні дисципліни
| Спортсмен     | Дисципліна                  | Гіт       | Гіт   | Чвертьфінал | Чвертьфінал | Півфінал   | Півфінал   | Фінал      | Фінал      |
| Спортсмен     | Дисципліна                  | Результат | Місце | Результат   | Місце       | Результат  | Місце      | Результат  | Місце      |
| ------------- | --------------------------- | --------- | ----- | ----------- | ----------- | ---------- | ---------- | ---------- | ---------- |
| Джон Де Сарам | 200 м, чоловіки             | 23,1      | 35    | —           | —           | не пройшов | не пройшов | не пройшов | не пройшов |
| Джон Де Сарам | 400 м, чоловіки             | 51,2      | 39    | не пройшов  | не пройшов  | не пройшов | не пройшов | не пройшов | не пройшов |
| Данкан Вайт   | 200 м, чоловіки             | —         | —     | не пройшов  | не пройшов  | не пройшов | не пройшов | не пройшов | не пройшов |
| Данкан Вайт   | 400 м з бар'єрами, чоловіки | 53,6      | 1     | Н/Д         | Н/Д         | 52,1       | 4          | 51,8       | 2          |

Польові дисципліни
| Спортсмен     | Дисципліна                  | Кваліфікація | Кваліфікація | Фінал      | Фінал      |
| Спортсмен     | Дисципліна                  | Дистанція    | Місце        | Дистанція  | Місце      |
| ------------- | --------------------------- | ------------ | ------------ | ---------- | ---------- |
| Геледж Пейріс | стрибки у довжину, чоловіки | заступ       | —            | не пройшов | не пройшов |
| Геледж Пейріс | потрійний стрибок, чоловіки | заступ       | —            | не пройшов | не пройшов |